# Édouard Mendy
Édouard Osoque Mendy (Montivilliers, 1 maart 1992) is een Senegalees-Frans voetballer die als doelman speelt. Hij tekende eind juni 2023 een contract bij de Saoedische club Al-Ahli, dat hem overnam van Chelsea. Mendy debuteerde in 2018 in het Senegalees voetbalelftal.

## Clubcarrière

### Beginjaren
Mendy voegde zich op de leeftijd van dertien jaar bij de jeugdacademie van profclub Le Havre, hij kwam over van amateurclub Le Havre Caucriauville. Nadat een andere doelman de voorkeur kreeg in de talentenpool van de club besloot Mendy het lager op te zoeken. Hij ging spelen in de jeugd van amateurclub Municipaux Le Havre, waar hij bleef tot de zomer van 2011.
In 2011 tekende Mendy een semi-profcontract, bij het eerste elftal van destijds derdedivisionist Cherbourg. Hier begon hij in eerste instantie als derde doelman maar slaagde er uiteindelijk in om zich op te werken tot eerste doelman. In de zomer van 2014 besloot de club niet verder te gaan met hem. Een nieuwe club bleef uit in het seizoen 2014/15 en om zijn conditie op peil te houden, trainde de doelman mee met het reserveteam van Le Havre. Daarnaast sloot hij aan in de rij van het arbeidsbureau en overwoog te stoppen met voetbal. Via een oud teamgenoot van Cherbourg kwam hij in de zomer van 2015 in contact met de keeperstrainer van Olympique Marseille. Die gaf aan dat de club nog op zoek was naar een reservekeeper voor het belofte-elftal en Mendy aan het profiel voldeed. Het kwam tot een overeenkomst en de jonge doelman trainde zelfs regelmatig mee met het eerste elftal. Bij het belofte-elftal moest hij wederom een andere keeper voor zich dulden, daarop besloot de Senegalese Fransman in de zomer van 2016 zijn heil elders te zoeken.

### Stade de Reims
In de zoektocht naar meer speeltijd tekende Mendy in juli 2016 transfervrij voor twee seizoenen bij destijds eerstedivisionist Stade de Reims. Daar tekende de keeper zijn eerste volwaardige profcontract, op de leeftijd van vierentwintig jaar. In zijn eerste seizoen moest hij doelman Johann Carrasso voor zich dulden en kwam zelf tot acht competitiewedstrijden. In zijn tweede seizoen werd hij een basiskracht en had een belangrijk aandeel in het winnen van de Ligue 2 in het seizoen 2017/18 en de promotie naar de hoogste divisie. In zijn eerste seizoen op het hoogste niveau speelde hij alle competitiewedstrijden en hield regelmatig zijn doel schoon. Daarnaast verlengde de club zijn contract tot medio 2022.

### Stade Rennais
Op 6 augustus 2019 kondigde Stade Rennais aan Mendy te hebben gecontracteerd voor vier seizoenen. De transfersom bedroeg rond de 4 miljoen euro. Hij behaalde in zijn eerste seizoen met de club de derde plaats in de competitie. Hierdoor mocht de club voor het eerst in haar bestaan uitkomen in de UEFA Champions League.

### Chelsea
Op 24 september 2020 maakte Chelsea bekend dat het Édouard Mendy voor vijf jaar had vastgelegd. De Senegalese doelman werd overgenomen van Stade Rennais, dat naar verluidt zo'n 24 miljoen euro ontving van Chelsea. Dit was een record, niet eerder vertrok een doelman voor dit bedrag uit de Ligue 1. Oud-doelman Petr Čech adviseerde trainer Frank Lampard om de Senegalees te halen nadat toentertijd eerste doelman Kepa Arrizabalaga een zwakke indruk had achtergelaten tijdens de seizoensstart. Čech verkaste overigens in 2004 zelf ook van Stade Rennais naar Chelsea. Het officiële debuut van Mendy kwam op 29 september 2020, een nederlaag uit bij Tottenham Hotspur in de EFL Cup. Na een 1–1 gelijkspel in reguliere tijd wonnen de Spurs de hieropvolgende penaltyreeks met 5–4. Het competitiedebuut van de doelman volgde op 3 oktober 2020, een 4–0 overwinning op Crystal Palace. In zijn debuutseizoen bij Chelsea kwam hij tot eenendertig competitiewedstrijden in de Premier League, waarin hij zestienmaal zijn doel schoon hield. Chelsea eindigde op de vierde plek in de competitie. Hij bereikte dat seizoen ook de finale van de FA Cup, waarin Leicester City met 1–0 te sterk was. Daarnaast won Mendy in zijn debuutseizoen met de Londenaren direct de UEFA Champions League. In de finale werd Manchester City met 1–0 verslagen. Hij werd hiermee de eerste Afrikaanse doelman die een finale van de UEFA Champions League speelde en won. De Zimbabwaan Bruce Grobbelaar won overigens in 1984 al eens het toernooi, echter werd het toernooi toen nog Europacup I genoemd. Mendy hield negen keer zijn doel schoon in de twaalf wedstrijden die hij speelde. Mendy evenaarde hiermee het record van meeste wedstrijden zonder tegendoelpunt in de UEFA Champions League van Santiago Cañizares uit 2000/01 en Keylor Navas in 2015/16.

### Al-Ahli
In juni 2023 tekende Mendy een driejarig contract bij het Saoedische Al-Ahli. Met de overgang was circa 19 miljoen euro gemoeid.

## Clubstatistieken
Beloften
| Seizoen | Club                  | Land               | Competitie | Competitie | Competitie |
| Seizoen | Club                  | Land               | Competitie | Wed.       | Dlp.       |
| ------- | --------------------- | ------------------ | ---------- | ---------- | ---------- |
| 2015/16 | Olympique Marseille B | Vlag van Frankrijk | CFA        | 8          | 0          |
| 2016/17 | Stade de Reims B      | Vlag van Frankrijk | CFA        | 1          | 0          |
| Totaal  | Totaal                | Totaal             | Totaal     | 9          | 0          |

Bijgewerkt tot en einde seizoen 2016/2017.
Senioren
| Seizoen         | Club            | Land               | Competitie           | Competitie | Competitie | Beker | Beker | Internationaal | Internationaal | Overig | Overig | Totaal | Totaal |
| Seizoen         | Club            | Land               | Competitie           | Wed.       | Dlp.       | Wed.  | Dlp.  | Wed.           | Dlp.           | Wed.   | Dlp.   | Wed.   | Dlp.   |
| --------------- | --------------- | ------------------ | -------------------- | ---------- | ---------- | ----- | ----- | -------------- | -------------- | ------ | ------ | ------ | ------ |
| 2011/12         | Cherbourg       | Vlag van Frankrijk | Championnat National | 5          | 0          | 0     | 0     | —              | —              | —      | —      | 5      | 0      |
| 2012/13         | Cherbourg       | Vlag van Frankrijk | Championnat National | 3          | 0          | 0     | 0     | —              | —              | —      | —      | 3      | 0      |
| 2013/14         | Cherbourg       | Vlag van Frankrijk | CFA                  | 18         | 0          | 0     | 0     | —              | —              | —      | —      | 18     | 0      |
| Club totaal     | Club totaal     | Club totaal        | Club totaal          | 26         | 0          | 0     | 0     | 0              | 0              | 0      | 0      | 26     | 0      |
| 2016/17         | Stade de Reims  | Vlag van Frankrijk | Ligue 2              | 8          | 0          | 3     | 0     | —              | —              | —      | —      | 11     | 0      |
| 2017/18         | Stade de Reims  | Vlag van Frankrijk | Ligue 2              | 34         | 0          | 0     | 0     | —              | —              | —      | —      | 34     | 0      |
| 2018/19         | Stade de Reims  | Vlag van Frankrijk | Ligue 1              | 38         | 0          | 3     | 0     | —              | —              | —      | —      | 41     | 0      |
| Club totaal     | Club totaal     | Club totaal        | Club totaal          | 80         | 0          | 6     | 0     | 0              | 0              | 0      | 0      | 86     | 0      |
| 2019/20         | Stade Rennais   | Vlag van Frankrijk | Ligue 1              | 24         | 0          | 5     | 0     | 4              | 0              | —      | —      | 33     | 0      |
| 2020/21         | Stade Rennais   | Vlag van Frankrijk | Ligue 1              | 1          | 0          | 0     | 0     | 0              | 0              | —      | —      | 1      | 0      |
| Club totaal     | Club totaal     | Club totaal        | Club totaal          | 25         | 0          | 5     | 0     | 4              | 0              | 0      | 0      | 34     | 0      |
| 2020/21         | Chelsea         | Vlag van Engeland  | Premier League       | 31         | 0          | 1     | 0     | 12             | 0              | —      | —      | 44     | 0      |
| 2021/22         | Chelsea         | Vlag van Engeland  | Premier League       | 34         | 0          | 4     | 0     | 9              | 0              | 2      | 0      | 49     | 0      |
| 2022/23         | Chelsea         | Vlag van Engeland  | Premier League       | 0          | 0          | 0     | 0     | 0              | 0              | —      | —      | 0      | 0      |
| Club totaal     | Club totaal     | Club totaal        | Club totaal          | 65         | 0          | 5     | 0     | 21             | 0              | 2      | 0      | 93     | 0      |
| Carrière totaal | Carrière totaal | Carrière totaal    | Carrière totaal      | 196        | 0          | 16    | 0     | 25             | 0              | 2      | 0      | 239    | 0      |

Bijgewerkt op 22 mei 2022

## Interlandcarrière
Mendy kwam als geboren Fransman met een Guinee-Bissause vader en Senegalese moeder in aanmerking een van de drie landen te vertegenwoordigen als international. In november 2016 ontving hij een oproep van Guinee-Bissau om twee vriendschappelijke wedstrijden te spelen. Dit betroffen wedstrijden tegen de Portugese clubs Belenenses en Estoril. Mendy ging hier op in om zijn vader te eren, die ernstig ziek was en op het punt stond te overlijden. Kort daarna kwam hij op de lijst van spelers om mee te gaan naar de Afrika Cup 2017. Mendy besloot echter van gedachte te veranderen en voor Senegal te kiezen. Hij maakte zijn debuut op 18 november 2018 in een 1–0 overwinning op Equatoriaal-Guinea. Een klein jaar later volgde een selectie voor de Afrika Cup 2019 in Egypte, waar de finale werd behaald en verloren van Algerije. Mendy begon als eerste doelman en speelde twee poulewedstrijden voordat een handblessure hem de rest van het toernooi aan de kant hield. Op 15 november 2020 kwalificeerde Mendy zich met Senegal voor de Afrika Cup 2021, in Guinee-Bissau werd met 1–0 gewonnen dankzij een doelpunt van Sadio Mané.
| Interlands van Édouard Mendy voor Senegal | Interlands van Édouard Mendy voor Senegal | Interlands van Édouard Mendy voor Senegal | Interlands van Édouard Mendy voor Senegal | Interlands van Édouard Mendy voor Senegal | Interlands van Édouard Mendy voor Senegal |
| №                                         | Datum                                     | Wedstrijd                                 | Uitslag                                   | Competitie                                | Doelpunten                                |
| Als speler bij Stade de Reims             | Als speler bij Stade de Reims             | Als speler bij Stade de Reims             | Als speler bij Stade de Reims             | Als speler bij Stade de Reims             | Als speler bij Stade de Reims             |
| ----------------------------------------- | ----------------------------------------- | ----------------------------------------- | ----------------------------------------- | ----------------------------------------- | ----------------------------------------- |
| 1.                                        | 17 november 2018                          | Equatoriaal-Guinea – Senegal              | 0 – 1                                     | Kwalificatie Afrika Cup 2019              |                                           |
| 2.                                        | 23 maart 2019                             | Senegal – Madagaskar                      | 2 – 0                                     | Kwalificatie Afrika Cup 2019              |                                           |
| 3.                                        | 16 juni 2019                              | Senegal – Nigeria                         | 1 – 0                                     | Vriendschappelijk                         |                                           |
| 4.                                        | 23 juni 2019                              | Senegal – Tanzania                        | 2 – 0                                     | Afrika Cup 2019                           |                                           |
| 5.                                        | 27 juni 2019                              | Senegal – Algerije                        | 0 – 1                                     | Afrika Cup 2019                           |                                           |
| Als speler bij Stade Rennais              |                                           |                                           |                                           |                                           |                                           |
| 6.                                        | 13 november 2019                          | Senegal – Congo-Brazzaville               | 2 – 0                                     | Kwalificatie Afrika Cup 2021              |                                           |
| 7.                                        | 17 november 2019                          | Swaziland – Senegal                       | 1 – 4                                     | Kwalificatie Afrika Cup 2021              |                                           |
| Als speler bij Chelsea                    |                                           |                                           |                                           |                                           |                                           |
| 8.                                        | 11 november 2020                          | Senegal – Guinee-Bissau                   | 2 – 0                                     | Kwalificatie Afrika Cup 2021              |                                           |
| 9.                                        | 15 november 2020                          | Guinee-Bissau – Senegal                   | 0 – 1                                     | Kwalificatie Afrika Cup 2021              |                                           |

Bijgewerkt op 15 november 2020.

## Erelijst
| Competitie                 | Aantal         | Jaren          |                |                |
| Stade de Reims             | Stade de Reims | Stade de Reims | Stade de Reims | Stade de Reims |
| -------------------------- | -------------- | -------------- | -------------- | -------------- |
| Ligue 2                    | 1x             | 2017/18        |                |                |
| Chelsea                    |                |                |                |                |
| UEFA Champions League      | 1x             | 2020/21        |                |                |
| UEFA Super Cup             | 1x             | 2021           |                |                |
| FIFA Club World Cup        | 1x             | 2021           |                |                |
| Al-Ahli                    |                |                |                |                |
| AFC Champions League Elite | 1x             | 2024/25        |                |                |

| Toernooi                  | Winnaar | Winnaar | Runner-up | Runner-up | Derde   | Derde   |
| Toernooi                  | Aantal  | Jaren   | Aantal    | Jaren     | Aantal  | Jaren   |
| Senegal                   | Senegal | Senegal | Senegal   | Senegal   | Senegal | Senegal |
| ------------------------- | ------- | ------- | --------- | --------- | ------- | ------- |
| CAF Africa Cup of Nations | 1x      | 2021    | 1x        | 2019      |         |         |

## Trivia
- Édouard Mendy heeft een neefje genaamd Ferland Mendy, die ook actief is in het profvoetbal en voor de Franse nationale ploeg uitkomt.[10]